# Odznaka Honorowa za Zasługi dla Województwa Warmińsko-Mazurskiego
Odznaka Honorowa za Zasługi dla Województwa Warmińsko-Mazurskiego – polskie odznaczenie samorządowe ustanowione 31 sierpnia 2005 jako jednostopniowa odznaka stanowiąca wyróżnienie za szczególne zasługi położone dla rozwoju Województwa Warmińsko-Mazurskiego, wykraczające poza podstawowe obowiązki zawodowe oraz dokonania przynoszące wymierne korzyści dla mieszkańców regionu Warmii i Mazur.
Odznaką wyróżnia Zarząd Województwa Warmińsko-Mazurskiego na wniosek Marszałka Województwa Warmińsko-Mazurskiego bądź na wniosek organów jednostek samorządu terytorialnego, gospodarczego, organizacji społecznych i kultury.
Odznaką Honorową może być wyróżniona osoba fizyczna, osoba prawna, pracodawca, instytucja i organizacja w celu uhonorowania osiągnięć i wybitnych zasług w rozwoju i promocji regionu, jak również osoba fizyczna, osoba prawna, pracodawca, instytucja i organizacja spoza terenu województwa.